# Godofredo I de Anjou
Godofredo I, llamado Mantogrís (en francés: Grisegonelle (ca. 939-Marçon, 21 de julio 
de 987), fue conde de Anjou desde 958 hasta su muerte.

## Vida
Hijo y sucesor de Fulco II el Bueno, logró asentar el poder angevino y rodearse de un grupo de fieles. Se alió con Guérech de Bretaña, conde de Nantes y con el duque de Francia, Hugo Capeto, contra los condes de Rennes y Blois, Conan y Eudes I, y fue uno de los apoyos que permitieron a Hugo ascender al poder y ser elegido Rey de Francia. Murió asediando el castillo de Marçon, posesión de Eudes Ruffin, vasallo del conde de Blois.
Peregrinó a Roma en 962 y junto con su hermano Guido, obispo de Puy, impulsó la reforma eclesiástica y la introducción de la Regla de San Benito en los monasterios angevinos.

## Matrimonio e hijos
Casó en 965 con Adela de Meaux (934-982), hija de Roberto de Vermandois, conde de Meaux y Troyes, y de Adelaida de Vergy. 
1. Fulco III «el Negro», conde de Anjou (987-1040).
2. Godofredo.
3. Ermengarda-Gerberga de Anjou, casada con Conan I, conde de Rennes, primer duque de Bretaña.
4. Gerberga, casada con Guillermo IV, conde de Angulema.

Casó en segundas con Adelaise de Chalon en 979, matrimonio del que hubo un hijo:
1. Mauricio (980 - 1012), casado con una hija de Aimery, conde de Saintes.